# Coppename
Der Coppename ist ein ca. 273 km langer Zufluss des Atlantischen Ozeans in Suriname in den Distrikten Sipaliwini, Coronie und Saramacca.

## Flussverlauf
Die Quellflüsse des Coppename entspringen im Wilhelminagebirge. Die Quellflüsse bestehen aus drei Verzweigungen, dem Rechten Coppename, der sein Wasser vom Nordost-Abhang des Wilhelminagebirges, dem Tafelberg und vom West-Abhang der Emmakette sowie dem Linken Coppename und dem Mittleren Coppename, die ihr Wasser vom westlichen und zentralen Nord-Abhang des Wilhelminagebirges und vom Südost-Abhang des Bakhuisgebirges empfangen. Der Mittlere Coppename nimmt bei Flusskilometer 73 den Rechten Midden Coppename von rechts auf. Der Mittlere Coppename mündet in den Linken Coppename, 25 km oberhalb dessen Vereinigung mit dem Rechten Coppename. Oberhalb der Tonckensfälle vereinigen sich die drei Zweige des Coppename und der Coppename strömt zwischen den Restbergen des Hebiweri und Krutu hindurch. Hinter den Sidonkrutu-Stromschnellen nimmt er den Adampada Kreek auf. Der Adampada Kreek führt mit dem linken und rechten Quellfluss den größten Teil des Wassers vom Ost-Abhang des Bakhuisgebirges ab. Hinter den Langa-Stromschnellen biegt der Fluss nach Osten ab und nimmt oberhalb der Raleighfälle den Tanjiemama Kreek auf, der in den nördlichen Ausläufern der Emmakette entspringt. Die Raleighfälle mit dem angrenzenden Voltz- und Van-Stockum-Berg formen eine touristische Attraktionen, die auch mit kleineren Flugzeugen über eine Landepiste erreichbar sind. Nach der Aufnahme des Kwama Kreek fließt der Coppename weiter nordwärts und passiert die Marrondörfer Kaaimanston, Bitagron und Hédoti. In der alten Küstenebene nimmt der Fluss den Wayombo auf, der mit dem Arawara zwischen den Stromgebieten des Coppename und dem Nickerie eine Bifurkation bildet. Zum Schluss werden noch die wichtigen Seitenflüsse Tibiti und Coesewijne aufgenommen. Der Coesewijne mündet zwischen dem Einheimischen-Dorf Kalebaskreek und der ehemaligen Lepra-Station Batavia, unterhalb der Ost-West-Verbindung mit Brücke, in den Coppename. Die Mündungstrichter der beiden Flüsse Coppename und Saramacca treffen sich etwa 5 km nördlich von Boskamp.

## Besonderheiten
Der Fluss ist für Binnenschiffe und kleinere Küstenschiffe bis oberhalb der Wayambo-Mündung und bei nicht zu niedrigen Wasserständen für motorisierte Kanus bis zu den Raleighfällen befahrbar. Die Befahrbarkeit wird jedoch durch Sandbänke im Mündungsgebiet und Untiefen beim Dorf Kalebaskreek behindert.

## Erforschung
Die ersten intensiven wissenschaftlichen Erforschungen des Coppename erfolgten durch die Coppename-Expedition unter Bakhuis 1901 und die Saramacca-Expedition unter Van Stockum 1902–1903. Später haben die Untersuchungen vom Centraal Bureau Luchtkartering (Zentrales Amt für Luftbildkartierung) und vom Geologisch Mijnbouwkundige Dienst (Geologisch-bergbaukundlicher Dienst) zur Bekanntheit des Gebietes beigetragen.

## Brücken

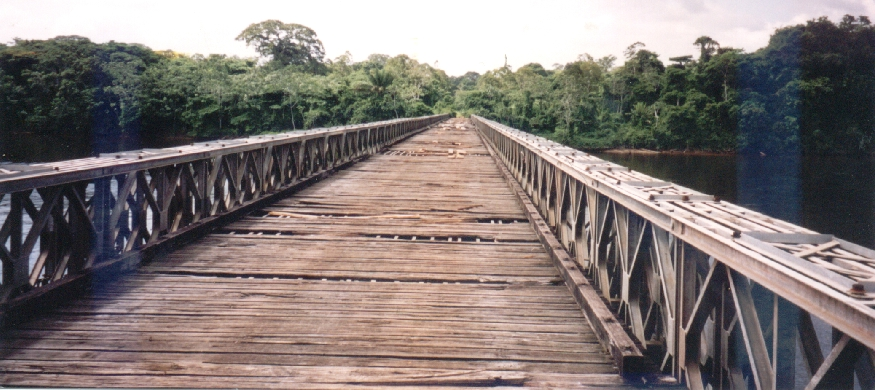
Bailey-Brücke bei Witagron

Über den Coppenname führen zwei Brücken. Seit 1976 ist die Bailey-Brücke bei dem Dorf Witagron (auch: Bitagron) Bestandteil der südlichen Ost-West-Verbindung. Im Jahre 1999 wurde die Brücke der nördlichen Ost-West-Verbindung zwischen den Orten Boskamp im Distrikt Saramacca und Jenny im Distrikt Coronie für den Verkehr freigegeben. Diese Brücke ist 1.536 Meter lang und 8,20 Meter breit. Bis zur Fertigstellung bestand hier eine Fährverbindung.

## Einzugsgebiet
Der Coppename entwässert ein Areal von 21.700 km². Das Einzugsgebiet grenzt im Westen an das Nickerie, im Süden an das des Suriname sowie im Osten an das des Saramacca.

## Hydrologie
Der mittlere Abfluss beträgt 500 m². Die niedrigsten Abflüsse liegen bei 25 m³/s, die höchsten bei 4200 m³/s.